# PlayStation Mouse

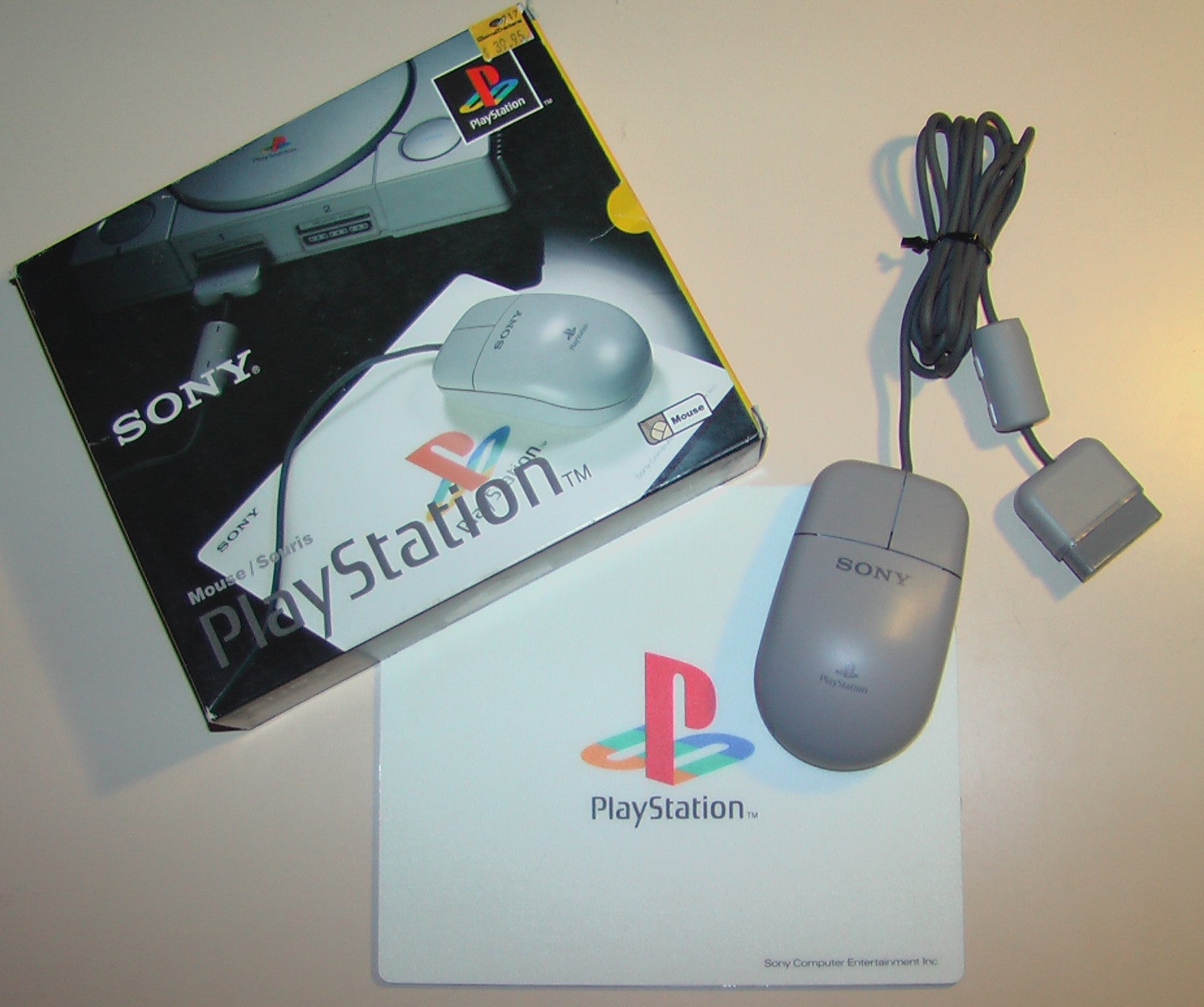
Playstation Mouse recém retirado da caixa

O PlayStation Mouse (EUA/Reino Unido: SCPH-1090, JP: SCPH-1030) é um dispositivo de entrada para o PlayStation que permite ao jogador usar um mouse como método de controle em jogos compatíveis. O mouse foi lançado no Japão em 3 de dezembro de 1994, data de lançamento do PlayStation.
O mouse em si é um mouse esférico simples de dois botões que se conecta diretamente à porta do controlador do PlayStation sem adaptadores ou conversões e é um acessório Sony com suporte total. Foi embalado junto com um tapete de mouse com o logotipo do PlayStation.
O mouse é usado principalmente para apontar e clicar em aventuras e outros jogos controlados pelo mouse para controlar o cursor. Nos anos posteriores, os jogos de tiro em primeira pessoa também usam o periférico para direcionar a visão do jogador da mesma maneira que jogos semelhantes no PC. Ele também é usado pelo jogo de tiro de arma de luz de arcade Area 51 como um dispositivo de mira em vez de uma compatibilidade com arma de luz.

## Lista de jogos compatíveis com o PlayStation Mouse
- A-Train[2]
- Arcade's Greatest Hits: The Atari Collection 2
- Arcade Party Pak
- Arkanoid Returns
- Alien Resurrection (video game)
- Amerzone
- Area 51
- Ark of Time
- Atari Anniversary Edition
- Atlantis: The Lost Tales
- Baldies
- Breakout
- Broken Sword: The Shadow of the Templars
- Broken Sword II: The Smoking Mirror
- Clock Tower: The First Fear
- Clock Tower (1996 video game)[3]
- Clock Tower II: The Struggle Within
- Command & Conquer: Red Alert[4]
- Command & Conquer: Red Alert - Retaliation
- Constructor
- Cyberia
- Die Hard Trilogy
- Die Hard Trilogy 2: Viva Las Vegas
- Discworld (video game)
- Discworld II: Missing Presumed...!?
- Discworld Noir
- Dracula: The Resurrection
- Dune 2000
- Elemental Gearbolt
- Final Doom[5]
- Front Mission Alternative[6]
- Galaxian 3
- Ghoul Panic
- Irritating Stick
- Klaymen Klaymen: Neverhood no Nazon
- Lemmings
- Lemmings 3D
- Monopoly (1997 video game)
- MTV Music Generator
- Myst
- My Disney Kitchen
- Necronomicon: The Dawning of Darkness
- Neorude
- Oh No! More Lemmings
- Perfect Assassin
- Prism Land Story[Note 1]
- Policenauts
- Project: Horned Owl[7]
- Puchi Carat
- Quake II
- Railroad Tycoon II
- Rescue Shot
- Risk (video game)
- Riven
- RPG Maker
- Sentinel Returns
- Shanghai: True Valor
- SilverLoad[8]
- SimCity 2000[9]
- Snatcher
- Spin Jam
- Starblade
- Syndicate Wars[10]
- Tempest X3
- Theme Aquarium
- Time Crisis (video game)[11](sem ponteiros)
- Tokimeki Memorial
- Transport Tycoon
- Ubik (video game)
- Virtual Pool (video game)[12]
- Warhammer: Dark Omen
- Warzone 2100
- X-COM: UFO Defense[13]
- X-COM: Terror from the Deep
- Z (video game)